# Piotr Leszczyński
Piotr Leszczyński (zm. 15 maja 1943 we wsi Poręba-Kocęby) – polski rolnik niosący pomoc Żydom w czasie II wojny światowej, zamordowany przez nazistowskich Niemców, uhonorowany w ramach projektu „Zawołani po imieniu”.

## Życiorys
Piotr Leszczyński razem z rodziną mieszkał na skraju wsi Poręba-Kocęby, bezpośrednio blisko miejsc, gdzie swoją kryjówką w lesie mieli Żydzi. Piotr razem z sąsiadem Antonim Prusińskim wielokrotnie udzielał pomocy ukrywającym się. 15 maja 1943 r. o godzinie 4:00 nad ranem żandarmeria niemiecka oraz Gestapo rozpoczęli obławę lasu w poszukiwaniu ukrywających się. Jednocześnie otoczyli Poręby tak, aby nikt nie mógł wydostać się z wioski aż do kolejnego dnia. W wyniku obławy pojmano nieznaną z nazwiska ukrywającą się osobę. Piotr Leszczyński został pobity i zamordowany za niesienie pomocy Żydom. Razem z nim zginął Antoni Prusiński oraz ukrywany Żyd.
9 czerwca 2019 Piotr Leszczyński wraz z Antonim Prusińskim zostali upamiętnieni tablicą umieszczoną na kamieniu w ramach projektu „Zawołani po imieniu” Instytutu Pileckiego. Uroczystość w Porębie-Kocębach zgromadziła kilkaset osób, obecni byli m.in. przedstawiciele władz samorządowych oraz podsekretarz stanu Magdalena Gawin. Organizatorami upamiętnienia byli dr Wojciech Kozłowski, dyrektor Instytutu Pileckiego, Jerzy Żukowski, starosta powiatu wyszkowskiego, oraz prof. Wiesław Przybylski, wójt gminy Brańszczyk.